# Martina Caironi
Martina Caironi (Alzano Lombardo, 13 settembre 1989) è un'atleta paralimpica italiana, vincitrice di tre medaglie d'oro e quattro d'argento ai Giochi paralimpici.

## Carriera
Caironi corre con una protesi fissata alla gamba sinistra, dopo aver subito l'amputazione della stessa in seguito a un incidente in moto avvenuto nella notte tra l'1 e il 2 novembre 2007: all'epoca aveva solo 18 anni e stava tornando da una festa in motorino, quando un'auto l'ha investita schiacciandole la gamba sinistra. Suo fratello, che guidava il mezzo, è invece rimasto incolume. In diverse interviste ha raccontato che un suo grande modello è stato Oscar Pistorius, visto per la prima volta a un convegno, è subito diventato un punto di riferimento della sua vita dopo l'incidente. Grazie a questa fonte di ispirazione inizia a reinventarsi e ad allenarsi per competere nell'atletica paralimpica. 
Nel 2012 diventa campionessa paralimpica ai Giochi di Londra nei 100 m piani, mentre l'anno successivo ottiene due ori, nei 100 m piani e nel salto in lungo, ai Mondiali paralimpici di Lione. Nel 2015 a Nembro, correndo per le Fiamme Gialle, ottiene il suo primo record mondiale nei 100 m piani con il tempo di 15"05, precedendo Federica Maspero e Alessia Donizetti. Nel 2016, alle Paralimpiadi di Rio de Janeiro, conquista nuovamente l'oro nei 100 metri piani ed arriva anche seconda nel salto in lungo.
Il 6 novembre 2019 è risultata positiva a un test antidoping a sorpresa ordinato da Nado Italia. La sostanza incriminata rinvenuta è un metabolita di steroide anabolizzante contenuto in una crema cicatrizzante, che l'atleta doveva utilizzare a causa di un'ulcera sulla parte finale del moncone; nonostante tale sostanza fosse stata dichiarata, è stata comunque considerata una violazione del regolamento antidoping. I 12 mesi di sospensione dell'attività sportiva richiesti sono stati ridotti a 4 dal Tribunale Antidoping, non avendo riconosciuto l'intenzionalità di doparsi. La sospensione ha comunque costretto l'atleta a saltare la partecipazione ai Mondiali paralimpici di Dubai del 2019.
Partecipa, quindi, alle Paralimpiadi di Tokyo 2020, rimandate a causa del COVID-19, dove conquista due medaglie d'argento. Tre anni dopo prende parte anche alle Paralimpiadi di Parigi, arrivando nuovamente seconda nel salto in lungo e conquistando la medaglia d'oro nei 100 metri piani per la terza volta in carriera.

## Attività extra-sportive
Fa parte del Comitato Paralimpico delle Fiamme Gialle, è rappresentante degli atleti nel consiglio e nella giunta nazionale del Comitato Italiano Paralimpico, e fa volontariato raccontando la sua storia nelle scuole. Tra le altre cose è anche stata testimonial di Differenza Donna, il primo osservatorio nazionale che si occupa di combattere la violenza contro le donne con disabilità attraverso atti concreti e azioni di awareness. Martina è anche speaker motivazionale, e ha all'attivo la partecipazione a svariati seminari e conferenze. Al 2020, sta studiando Lingue, Culture e Mercati dell'Asia presso l'Università di Bologna.
Martina Caironi è protagonista del docu-film di Simone Saponieri L'Aria sul viso, che racconta la vita dell'atleta e il suo essere donna.
Dal 2021 è membro del Consiglio Internazionale degli Atleti (IPC Athletes Council) ed è anche diventata membro del CdA dei Giochi invernali di Milano-Cortina 2026. Dal 2022 al 2023 ha curato per Ability Channel la rubrica Pensieri in Movimento.
Nel 2024 è stata protagonista di una puntata del podcast Chiamata per Parigi 2024, in cui insieme all'atleta Filippo Tortu ha messo a confronto Olimpiadi e Paralimpiadi, e del docufilm Parigi 2024 - Diario di Viaggio del regista Jay Ferreira, cortometraggio che racconta la storia di cinque atleti paralimpici verso le Paralimpiadi di Parigi 2024.

## Record nazionali
Seniores
- 100 metri piani: 
  - 15"05[5] ( Nembro, 1º luglio 2015) 
  - 15"01[19] ( Doha, 29 ottobre 2015) 
  - 14"61[20] ( Doha, 30 ottobre 2015) 
  - 14"37[21] ( Tokyo, 4 settembre 2021) 
  - 14"02 ( Eugene, 28 maggio 2022)
- 200 metri piani:
  - 32"29 ( Grosseto, 14 giugno 2015)
  - 31"73 ( Berlino, 21 giugno 2015)
- Salto in lungo: 
  - 4,78 m[22]( Isernia, 5 giugno 2017)
  - 4,91 m[23] ( Berlino, 22 agosto 2018) 
  - 5,00 m ( Grosseto, 8 giugno 2019) 
  - 5,06 m ( Bydgoszcz, 3 giugno 2021) 
  - 5,19 m ( Nembro, 17 giugno 2021) 
  - 5,46 m ( Parigi, 10 giugno 2022)

## Palmarès
| Anno | Manifestazione       | Sede           | Evento                | Risultato | Prestazione | Note                                     |
| ---- | -------------------- | -------------- | --------------------- | --------- | ----------- | ---------------------------------------- |
| 2011 | IWAS World Games     | Sharja         | Salto in lungo T42    | Bronzo    | 2,83 m      |                                          |
| 2012 | Giochi paralimpici   | Londra         | 100 m piani T42       | Oro       | 15"87       | Record mondiale                          |
| 2012 | Giochi paralimpici   | Londra         | Salto in lungo T42/44 | 13ª       | 3,50 m      |                                          |
| 2013 | Mondiali paralimpici | Lione          | 100 m piani T42       | Oro       | 15"26       | Record dei campionati                    |
| 2013 | Mondiali paralimpici | Lione          | Salto in lungo T42    | Oro       | 4,25 m      |                                          |
| 2014 | Europei paralimpici  | Swansea        | 100 m piani T42       | Oro       | 15"63       |                                          |
| 2014 | Europei paralimpici  | Swansea        | Salto in lungo T42    | Argento   | 4,07 m      |                                          |
| 2015 | Mondiali paralimpici | Doha           | 100 m piani T42       | Oro       | 14"61       | Record mondiale                          |
| 2015 | Mondiali paralimpici | Doha           | Salto in lungo T42    | Argento   | 4,59 m      |                                          |
| 2016 | Europei paralimpici  | Grosseto       | 100 m piani T42       | Oro       | 15"80       |                                          |
| 2016 | Europei paralimpici  | Grosseto       | Salto in lungo T42/44 | Argento   | 4,48 m      |                                          |
| 2016 | Giochi paralimpici   | Rio de Janeiro | 100 m piani T42       | Oro       | 14"97       |                                          |
| 2016 | Giochi paralimpici   | Rio de Janeiro | Salto in lungo T42    | Argento   | 4,66 m      | Miglior prestazione personale            |
| 2017 | Mondiali paralimpici | Londra         | 100 m piani T42       | Oro       | 14"65       |                                          |
| 2017 | Mondiali paralimpici | Londra         | Salto in lungo T42    | Oro       | 4,72 m      | Miglior prestazione personale            |
| 2018 | Europei paralimpici  | Berlino        | 100 m piani T63       | Oro       | 14"91       | Record dei campionati                    |
| 2018 | Europei paralimpici  | Berlino        | Salto in lungo T63    | Oro       | 4,91 m      | Record mondiale                          |
| 2021 | Europei paralimpici  | Bydgoszcz      | 100 m piani T63       | Oro       | 15"01       |                                          |
| 2021 | Europei paralimpici  | Bydgoszcz      | Salto in lungo T63    | Oro       | 5,06 m      |                                          |
| 2021 | Giochi paralimpici   | Tokyo          | 100 m piani T63       | Argento   | 14"46       |                                          |
| 2021 | Giochi paralimpici   | Tokyo          | Salto in lungo T63    | Argento   | 5,14 m      |                                          |
| 2023 | Mondiali paralimpici | Parigi         | 100 m piani T63       | Argento   | 14"35       |                                          |
| 2023 | Mondiali paralimpici | Parigi         | Salto in lungo T63    | Oro       | 5,18 m      | Record dei campionati                    |
| 2024 | Giochi paralimpici   | Parigi         | 100 m piani T63       | Oro       | 14"16       | Miglior prestazione personale stagionale |
| 2024 | Giochi paralimpici   | Parigi         | Salto in lungo T63    | Argento   | 5,06 m      |                                          |

## Campionati nazionali
2010
- Oro ai campionati italiani paralimpici (Imola), 100 m piani T42 - 19"98

2011
- Oro ai campionati italiani paralimpici indoor (Ancona), 60 m piani T42 - 12"95
- Oro ai campionati italiani paralimpici indoor (Ancona), salto in lungo F63 - 7,33 m
- Oro ai campionati italiani paralimpici indoor (Ancona), getto del peso F63 - 2,93 m
- Oro ai campionati italiani paralimpici (Padova), 100 m piani T63 - 17"55
- Oro ai campionati italiani paralimpici (Padova), salto in lungo F63 - 3,64 m
- Oro ai campionati italiani paralimpici (Padova), getto del peso F63 - 7,01 m

2012
- Oro ai campionati italiani paralimpici (Torino), 100 m piani T63 - 16"39
- Oro ai campionati italiani paralimpici (Torino), salto in lungo F63 - 3,59 m

2013
- Oro ai campionati italiani paralimpici indoor (Ancona), 60 m piani T63 - 10"00
- Oro ai campionati italiani paralimpici (Grosseto), 100 m piani T63 - 15"71
- Oro ai campionati italiani paralimpici (Grosseto), 200 m piani T63 - 33″13

2014
- Oro ai campionati italiani paralimpici indoor (Ancona), 60 m piani T63 - 9"77
- Oro ai campionati italiani paralimpici indoor (Ancona), 200 m piani T63 - 35"57
- Oro ai campionati italiani paralimpici indoor (Ancona), salto in lungo F63 - 3,71 m
- Oro ai campionati italiani paralimpici (Grosseto), 100 m piani T63 - 15"26
- Oro ai campionati italiani paralimpici (Grosseto), 200 m piani T63 - 32″64
- Oro ai campionati italiani paralimpici (Grosseto), salto in lungo F63 - 4,16 m

2015
- Oro ai campionati italiani paralimpici indoor (Ancona), 60 m piani T63 - 9"83
- Oro ai campionati italiani paralimpici indoor (Ancona), 200 m piani T63 - 35"07
- Oro ai campionati italiani paralimpici indoor (Ancona), salto in lungo F63 - 4,14 m

2016
- Oro ai campionati italiani paralimpici (Rieti), 100 m piani T63 - 15"41
- Oro ai campionati italiani paralimpici (Rieti), salto in lungo F63 - 4,31 m

2017
- Oro ai campionati italiani paralimpici indoor (Ancona), 60 m piani T63 - 9"65
- Oro ai campionati italiani paralimpici indoor (Ancona), salto in lungo F63 - 4,50 m
- Oro ai campionati italiani paralimpici (Isernia), 100 m piani T63 - 15"26
- Oro ai campionati italiani paralimpici (Isernia), salto in lungo F63 - 4,98 m

2018
- Oro ai campionati italiani paralimpici indoor (Ancona), 60 m piani T63 - 9"58
- Oro ai campionati italiani paralimpici indoor (Ancona), salto in lungo F63 - 4,44 m
- Oro ai campionati italiani paralimpici (Nembro), 100 m piani T63 - 14"92
- Oro ai campionati italiani paralimpici (Nembro), salto in lungo F63 - 4,88 m

2019
- Argento ai campionati italiani paralimpici indoor (Ancona), 60 m piani T63 - 9"53
- Oro ai campionati italiani paralimpici indoor (Ancona), salto in lungo F63 - 4,64 m
- Oro ai campionati italiani paralimpici (Jesolo), 100 m piani T63 - 14"15
- Oro ai campionati italiani paralimpici (Jesolo), salto in lungo F63 - 5,02 m

2021
- Argento ai campionati italiani paralimpici indoor (Ancona), 60 m piani T63 - 9"49
- Oro ai campionati italiani paralimpici indoor (Ancona), salto in lungo F63 - 4,96 m
- Argento ai campionati italiani paralimpici (Concesio), 100 m piani T63 - 15"02
- Oro ai campionati italiani paralimpici (Concesio), salto in lungo F63 - 4,82 m

2022
- Oro ai campionati italiani paralimpici indoor (Ancona), salto in lungo T63 - 5,23 m
- Oro ai campionati italiani paralimpici (Padova), 100 m piani T63 - 14"29
- Oro ai campionati italiani paralimpici (Padova), salto in lungo T63 - 5,18 m

2023
- Oro ai campionati italiani paralimpici indoor (Ancona), 60 m piani T63 - 9"05
- Oro ai campionati italiani paralimpici indoor (Ancona), salto in lungo T63 - 5,09 m
- Oro ai campionati italiani paralimpici (Padova), 100 m piani T63 - 14"55
- Oro ai campionati italiani paralimpici (Padova), salto in lungo T63 - 5,27 m

2024
- Oro ai campionati italiani paralimpici indoor (Ancona), 60 m piani T63 - 9"11
- Oro ai campionati italiani paralimpici indoor (Ancona), salto in lungo T63 - 4,73 m
- Oro ai campionati italiani paralimpici (Padova), 100 m piani T63 - 14"60

## Altre competizioni internazionali
2013
- Oro al Golden Gala Pietro Mennea ( Roma), 100 m piani T42 - 15"18